# Athletic Brewing
Athletic Brewing — ведущий американский производитель безалкогольного крафтового пива, базирующийся в Стратфорде, штат Коннектикут/ Компания была основана в 2017 году Биллом Шуфельтом и Джоном Уокером.

## История
Билл Шуфельт был трейдером в хедж-фонде и бегуном на сверхмарафонские дистанции, который бросил употреблять алкоголь в 2013 году. Он находил безалкогольные напитки неудовлетворительными и обратился к Джону Уокеру, главному пивовару в Санта-Фе, чтобы создать более вкусные безалкогольные напитки. Они начали свой бизнес по производству крафтового пива Athletic Brewing в 2017 году и в мае 2018 года открыли первый пивоваренный завод, посвященный безалкогольному пиву, в Стратфорде, штат Коннектикут.
Athletic Brewing была запущена с двумя сортами пива и первоначально продавалась в семи магазинах в Новой Англии на пробной основе, а затем распространилась на все штаты США, после и на другие страны мира.
Компания была названа второй по темпам роста компаний по производству продуктов питания и напитков (и 26-й в целом) в США в 2022 году по версии Inc.
В 2020 году Athletic добавила второе производственное предприятие, купив пивоваренный завод в Сан-Диего, у Ballast Point Brewing Company. В 2022 году компания открыла пивоваренный завод площадью 150 000 квадратных футов в Милфорде, штат Коннектикут, способный производить 6 миллионов ящиков пива в год.
В 2022 году Keurig Dr Pepper приобрел миноритарный пакет акций Athletic Brewing на сумму 50 миллионов долларов.
В число инвесторов Athletic входит ряд спортсменов и знаменитостей, в том числе профессиональные футболисты Джей Джей Уотт и Джастин Так, основатель Momofuku Дэвид Чанг, велосипедист Лэнс Армстронг и основатель Toms Shoes Блейк Микоски.

## Награды
В 2020 году Athletic’s Free Way IPA получил награду как Supreme Champion Beer на International Beer Challenge, став первым безалкогольным пивом, получившим эту награду, обойдя более 500 других участников. Пиво также получило титул «Лучшее безалкогольное и слабоалкогольное пиво», а сам Athletic Brewing был объявлен пивоваром года в Северной Америке. Пиво компании было удостоено наград World Beer Awards, US Open Beer Championship, Great American Beer Festival и Best of Craft Beer Awards. Run Wild IPA был назван лучшим безалкогольным пивом на первом Всемирном конкурсе пива Tasting Alliance.